# Ernst von Steinberg
Ernst von Steinberg (26 settembre 1692 – 3 ottobre 1759) è stato un politico tedesco, ministro a servizio del Casato di Hannover.

## Biografia
Figlio di Georg von Steinberg e di sua moglie Eva von Korff, Ernst von Steinberg sposò Marie Luise von Wendt nel 1726 e rimpiazzò Johann Philipp von Hattorf come capo della German Chancery dopo la morte di questi nel 1737. Egli ottenne la sua posizione per via dell'influenza della cugina, Amalie von Wallmoden, futura contessa di Yarmouth, la quale era amante di re Giorgio II. Politicamente, von Steinberg fu conservatore e raramente espresse la propria opinione sul governo di re Giorgio, agendo prevalentemente come segretario. Egli fu ad ogni modo molto attivo alla corte di St. James e fu il primo ministro dell'Hannover a distinguersi in questo senso. Il suo successore, Philipp Adolph von Münchhausen, seguirà le sue orme. Steinberg darà le proprie dimissioni nel 1748 per tornare nell'Hannover. Con la moglie ebbe due figli, George Friedrich e Eva.